# Christine Macel
Christine Macel (* 1969 in Paris) ist eine französische Kunsthistorikerin und Kuratorin.  2017 kuratiert sie die 57. Biennale di Venezia.

## Leben
Christine Macel ist seit 2000  Chefkuratorin des Centre Pompidou in Paris. Art – Das Kunstmagazin schreibt, Macel stehe dort „für mutige und extravagante Ausstellungen formal kompromissloser Künstler. Von Sophie Calle und Philippe Parreno bis John Bock und Gabriel Orozco – mit allen arbeitete sie ohne Zugeständnisse gegenüber dem Publikum“.
Macel bezieht aber auch Gegenwartsthemen in ihre Ausstellungen ein, wie z. B. die Gentrifizierung und den damit verbundenen Wandel der Stadt wie 2007 in „Airs de Paris“. Eine  andere Ausstellung galt der nicht-offiziellen Kunst der osteuropäischen Länder hinter dem Eisernen Vorhang ab 1956. Ein wichtiges Thema ist ihr auch der  Tanz des 20. und 21. Jahrhunderts und seine Berührungspunkte mit der Kunst, wie etwa in der Gruppenausstellung Danser sa Vie 2011.
Mit ihrer Berufung zur Kuratorin der 57. Biennale di Venezia durch Biennale-Präsident Paolo Baratta ist sie erst die vierte Frau in dieser Funktion. Christine Macel möchte das Publikum auf einem „Parcours“ durch neun „Trans-Pavillons“ führen, von denen jedem ein eigenes Kapitel gewidmet ist.

## Kuratorentätigkeit (Auswahl)
- 2007 Biennale di Venezia, belgischer Pavillon (Eric Duyckaerts)
- 2013 Biennale di Venezia, französischer  Pavillon (Anri Sala)
- 2017 Biennale di Venezia unter dem Motto: Viva Arte Viva

## Veröffentlichungen (Auswahl)
- Maia Damianovic, Christine Macel, Jérôme Sans et al.: Erwin Wurm, 2002
- Daniel Birnbaum, Valérie Guillaume, Christine	Macel et al.: Airs de Paris, 2007
- Eric Duyckaerts, Christine Macel, Joseph Mouton et al.: Eric Duyckaerts, 2007
- Christine Macel: Le temps pris : Le temps de l’oeuvre, le temps à l’oeuvre, 2008
- Bernard Blistène, Douglas Crimp, Marc Dachy et al.: Danser sa vie, 2011
- Klaus Biesenbach, Angelique Campens, Aurélia Defrance et al.: Based in Berlin, 2011
- Michael Fried, Christine Macel, Jessica Morgan et al.: Anri Sala, 2012